# CAMS 30
Il CAMS 30 era un idrovolante a scafo centrale da addestramento prodotto dall'azienda francese Chantiers Aéro-Maritimes de la Seine (CAMS) negli anni venti.
Utilizzato principalmente dalla componente aerea della Marine Nationale, la marina militare francese, venne acquistato anche dal Regno di Jugoslavia e dalla Polonia.

## Storia del progetto
Nel 1921 l'ingegnere Raffaele Conflenti divenne il nuovo direttore tecnico dell'ufficio progettazione dei Chantiers Aéro-Maritimes de la Seine La sua prima realizzazione presso la ditta francese fu l'idrovolante da addestramento iniziale e intermedio CAMS 30E.

## Tecnica
Il CAMS 30E era un idrovolante a scafo centrale da addestramento dotato di galleggianti equilibratori laterali e configurazione alare biplana. Lo scafo, dotato di carena a singolo gradino, era realizzato con struttura interamente lignea. La velatura prevedeva una coppia di ali di uguale apertura, realizzate con struttura mista e ricoperte in tela, ed unite tra di loro da un'unica coppia di montanti paralleli per lato.
Biposto ad abitacoli aperti ed affiancati per istruttore ed allievo.
La propulsione era affidata a un motore Hispano-Suiza 8Aa ad 8 cilindri in linea raffreddati ad acqua in grado di erogare una potenza pari a 150 CV (110 kW). Il motore azionava un'elica quadripala, montato tra le due ali, e sormontato dal radiatore di raffreddamento.

## Impiego operativo
Il prototipo del nuovo aereo venne esposto al VIII Salone dell'Aeronautica di Parigi del dicembre 1922 ed effettuò il suo primo volo sulle rive della Senna all'inizio del 1923, nelle mani del pilota collaudatore Ernest Burri. Nel marzo dello stesso anno l'aereo effettuò le prove sullo specchio d'acqua di Triel-sur-Seine, ancora nelle mani di Burri. Le prove ufficiali presso i Services Techniques de l'Aéronautique Maritime sulla base di Saint Raphaël ebbero successo ed il velivolo fu dichiarato idoneo per prestare servizio presso la Scuola di Pilotaggio della Marina francese sita sulla Laguna di Berre. La produzione per l'Aéronavale assommò a 20 esemplari, ordinati con contratto 432/3. I 20 CAMS 30E di serie, entrati in servizio a partire dal 1924, rimpiazzando i vetusti FBA Type 17HE 2. I velivoli di produzione adottarono doppi radiatori situati ai lati del motore al posto del radiatore singolo installato sul prototipo.
Nel 1923 la CAMS realizzò un prototipo di una versione quadriposto, denominata CAMS 30T, equipaggiata con propulsore Hispano-Suiza 8Ab da 180 CV. L'aereo non riscosse alcun interesse commerciale, rimanendo sempre di proprietà della ditta che lo utilizzò a Saint Denis ed a Sartrouville come velivolo da trasporto e collegamento. Accompagnato da un passeggero, il 9 agosto 1924, il pilota Ernest Burri stabilì il primato mondiale di velocità per idrovolanti con passeggeri percorrendo 500 km alla media di 123,94 km/h.
Il velivolo fu anche esportato nel Regno di Jugoslavia ed in Polonia.

### Jugoslavia
Nel 1924 la Reale Marina jugoslava (Jugoslovensko kraljevsko ratno vazduhoplovstvo i pomorska avijacija) acquistò 6 idrovolanti da addestramento iniziale ed intermedio CAMS 30E. Questi velivoli prestarono servizio per circa un decennio.

### Polonia
Nel 1925 l'aviazione di marina polacca (Morski dywizjon lotniczy) acquistò 4 idrovolanti da addestramento CAMS 30E. Solo due velivoli, equipaggiati con propulsori Hispano-Suiza 8E da 150 CV, furono consegnati nel 1926 e radiati definitivamente dal servizio nel 1931

## Versioni
30 E
versione da addestramento biposto, equipaggiata con motore Hispano-Suiza 8Aa da 150 CV.
30 T
versione da trasporto quadriposto, peso a vuoto maggiorato, equipaggiata con motore Hispano-Suiza 8Ab da 180 CV, realizzata in un solo esemplare.

## Utilizzatori
Francia
- Service de l'aéronautique maritime

 Jugoslavia

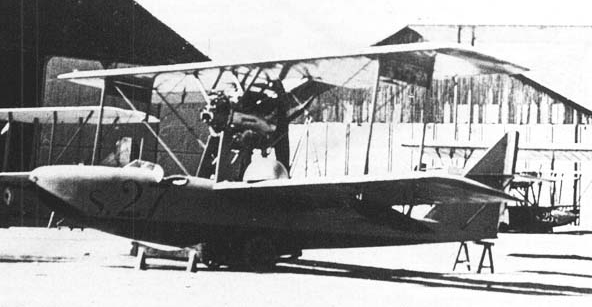
CAMS 30 E

- Jugoslovensko kraljevsko ratno vazduhoplovstvo i pomorska avijacija

 Polonia
- Siły Powietrzne
- Morski dywizjon lotniczy

### Civili
Francia
- Chantiers Aéro-Maritimes de la Seine (CAMS)

operò con l'unico esemplare costruito come aereo da collegamento tra Saint-Denis e Sartrouville.

### Pubblicazioni
- (FR) Gérard Hartmann, Les hydravions CAMS (PDF), in Flying Boats of the World, http://www.msacomputer.com/FlyingBoats-old/. URL consultato il 10 maggio 2014 (archiviato dall'url originale il 5 febbraio 2018).